# Handbal la Jocurile Olimpice de vară din 2020 – Turneul feminin
Turneul feminin de handbal la Jocurile Olimpice de vară din 2020, găzduit de Tokyo, Japonia, a fost inițial prevăzut a avea loc între 25 iulie și 9 august 2020. Pe 24 martie 2020, într-o conferință de presă susținută de președintele Comitetului Olimpic Internațional și de premierul japonez Shinzo Abe, în prezența altor demnitari și oficiali olimpici și politici, s-a anunțat că, din cauza gravei pandemii provocate de coronavirusul COVID-19, turneul olimpic final „va trebui reprogramat pentru o dată ulterioară anului 2020, dar nu mai târziu de vara anului 2021”.
În final, turneul de handbal feminin a fost programat să se desfășoare între 25 iulie și 8 august 2021. Meciurile s-au jucat în sălile Gimnaziului Național Yoyogi.

## Calificări
Federația Internațională de Handbal a anunțat sistemul de calificare pe 3 aprilie 2018.
| Modalitate de calificare               | Data                                | Gazda                 | Locuri | Calificate            |
| -------------------------------------- | ----------------------------------- | --------------------- | ------ | --------------------- |
| Țara gazdă                             | 7 septembrie 2013                   | Buenos Aires          | 1      | Japonia               |
| Campionatul European din 2018          | 29 nov.–16 dec. 2018                | Franța                | 1      | Franța                |
| Jocurile Pan Americane 2019            | 24–30 iul. 2019                     | Lima, Peru            | 1      | Brazilia              |
| Turneul de Calificare Asiatic din 2019 | 23–29 septembrie 2019               | Chuzhou, China        | 1      | Coreea de Sud         |
| Turneul de Calificare African din 2019 | 26–29 septembrie 2019               | Dakar, Senegal        | 1      | Angola                |
| Campionatul Mondial din 2019           | 29 nov.–15 dec. 2019                | Japonia               | 1      | Țările de Jos         |
| Turneul de calificare 1                | 19–21 martie 2021 19–22 martie 2020 | Llíria, Spania        | 2      | Spania · Suedia       |
| Turneul de calificare 2                | 19–21 martie 2021 19–22 martie 2020 | Győr, Ungaria         | 2      | Rusia · Ungaria       |
| Turneul de calificare 3                | 19–21 martie 2021 19–22 martie 2020 | Podgorica, Muntenegru | 2      | Muntenegru · Norvegia |
| Total                                  | Total                               | Total                 | 12     |                       |

## Formatul competiției
Cele 12 echipe participante la turneu au fost împărțite în două grupe de câte șase, fiecare din ele jucând câte un meci împotriva celorlalte echipe din grupă. După încheierea acestei faze, primele patru echipe din fiecare grupă au avansat în sferturile de finală. Învingătoarele au avansat în semifinale, iar câștigătoarele semifinalelor au disputat un meci pentru medalia de aur, în timp ce învinsele au jucat un meci pentru medalia de bronz.
Calendarul partidelor a fost făcut public pe 23 iulie 2020 și actualizat ulterior.

## Tragerea la sorți

### Distribuția în urne
Distribuția în urnele valorice a fost anunțată pe 21 martie 2021.
| Urna 1                 | Urna a 2-a         | Urna a 3-a         | Urna a 4-a       | Urna a 5-a             | Urna a 6-a        |
| ---------------------- | ------------------ | ------------------ | ---------------- | ---------------------- | ----------------- |
| Țările de Jos · Spania | ROC1) · Muntenegru | Norvegia · Ungaria | Suedia · Japonia | Franța · Coreea de Sud | Angola · Brazilia |

Tragerea la sorți pentru distribuția în grupe a avut loc pe 1 aprilie 2021.

## Arbitrii
Perechile de arbitri au fost anunțate pe 21 aprilie 2021.
| Arbitri   | Arbitri                                 |
| --------- | --------------------------------------- |
| Algeria   | Youcef Belkhiri Sid Ali Hamidi          |
| Argentina | María Paolantoni Mariana García         |
| Croația   | Matija Gubica Boris Milošević           |
| Cehia     | Václav Horáček Jiří Novotný             |
| Danemarca | Mads Hansen Jesper Madsen               |
| Egipt     | Yasmina El-Saied Heidy El-Saied         |
| Franța    | Charlotte Bonaventura Julie Bonaventura |
| Germania  | Robert Schulze Tobias Tönnies           |

| Arbitri           | Arbitri                             |
| ----------------- | ----------------------------------- |
| Macedonia de Nord | Gjorgji Nacevski Slave Nikolov      |
| Portugalia        | Duarte Santos Ricardo Fonseca       |
| Rusia             | Viktoria Alpaidze Tatiana Berezkina |
| Slovenia          | Bojan Lah David Sok                 |
| Coreea de Sud     | Koo Bon-ok Lee Se-ok                |
| Spania            | Óscar Raluy Ángel Sabroso           |
| Suedia            | Mirza Kurtagić Mattias Wetterwik    |
| Elveția           | Arthur Brunner Morad Salah          |

## Faza grupelor
Calendarul de mai jos respectă ora Japoniei. Între paranteze a fost adăugat programul de începere a partidelor conform orei Europei de Est.

### Grupa A
| Loc | Echipa        | MJ | V | E | Î | GM  | GP  | DG  | Pct | Calificare           |
| --- | ------------- | -- | - | - | - | --- | --- | --- | --- | -------------------- |
| 1   | Norvegia      | 5  | 5 | 0 | 0 | 170 | 123 | +47 | 10  | Sferturile de finală |
| 2   | Țările de Jos | 5  | 4 | 0 | 1 | 169 | 143 | +26 | 8   | Sferturile de finală |
| 3   | Muntenegru    | 5  | 2 | 0 | 3 | 139 | 142 | −3  | 4   | Sferturile de finală |
| 4   | Coreea de Sud | 5  | 1 | 1 | 3 | 147 | 165 | −18 | 3   | Sferturile de finală |
| 5   | Angola        | 5  | 1 | 1 | 3 | 130 | 156 | −26 | 3   |                      |
| 6   | Japonia (H)   | 5  | 1 | 0 | 4 | 124 | 150 | −26 | 2   |                      |

1. 1 2  Coreea de Sud 31–31 Angola

Conform paginii oficiale a competiției:
| 25 iulie 2021 09:00 (03:00 EET) | Țările de Jos | 32 – 21 | Japonia | Gimnaziul Național Yoyogi, Tokyo Arbitri: García, Paolantoni |
| 25 iulie 2021 09:00 (03:00 EET) | Abbingh 7     | (18–10) | Fujii 5 | Gimnaziul Național Yoyogi, Tokyo Arbitri: García, Paolantoni |
| 25 iulie 2021 09:00 (03:00 EET) | 2×            | Raport  | 3× 1×   | Gimnaziul Național Yoyogi, Tokyo Arbitri: García, Paolantoni |

| 25 iulie 2021 14:15 (08:15 EET) | Muntenegru   | 33 – 22 | Angola    | Gimnaziul Național Yoyogi, Tokyo Arbitri: Alpaidze, Berezkina |
| 25 iulie 2021 14:15 (08:15 EET) | Radičević 12 | (20–10) | Fonseca 6 | Gimnaziul Național Yoyogi, Tokyo Arbitri: Alpaidze, Berezkina |
| 25 iulie 2021 14:15 (08:15 EET) | 3× 2×        | Raport  | 5×        | Gimnaziul Național Yoyogi, Tokyo Arbitri: Alpaidze, Berezkina |

| 25 iulie 2021 16:15 (10:15 EET) | Norvegia         | 39 – 27 | Coreea de Sud | Gimnaziul Național Yoyogi, Tokyo Arbitri: Bonaventura, Bonaventura |
| 25 iulie 2021 16:15 (10:15 EET) | Brattset Dale 11 | (18–10) | Sim 5         | Gimnaziul Național Yoyogi, Tokyo Arbitri: Bonaventura, Bonaventura |
| 25 iulie 2021 16:15 (10:15 EET) | 5×               | Raport  | 2× 1×         | Gimnaziul Național Yoyogi, Tokyo Arbitri: Bonaventura, Bonaventura |

| 27 iulie 2021 09:00 (03:00 EET) | Japonia         | 29 – 26 | Muntenegru | Gimnaziul Național Yoyogi, Tokyo Arbitri: Alpaidze, Berezkina |
| 27 iulie 2021 09:00 (03:00 EET) | Hara, Ikehara 6 | (14–13) | Brnović 6  | Gimnaziul Național Yoyogi, Tokyo Arbitri: Alpaidze, Berezkina |
| 27 iulie 2021 09:00 (03:00 EET) | 8× 1×           | Raport  | 3× 2×      | Gimnaziul Național Yoyogi, Tokyo Arbitri: Alpaidze, Berezkina |

| 27 iulie 2021 16:15 (10:15 EET) | Coreea de Sud | 36 – 43 | Țările de Jos | Gimnaziul Național Yoyogi, Tokyo Arbitri: Lah, Sok |
| 27 iulie 2021 16:15 (10:15 EET) | Ryu 10        | (15–19) | Abbingh 6     | Gimnaziul Național Yoyogi, Tokyo Arbitri: Lah, Sok |
| 27 iulie 2021 16:15 (10:15 EET) | 2× 1×         | Raport  | 7× 2×         | Gimnaziul Național Yoyogi, Tokyo Arbitri: Lah, Sok |

| 27 iulie 2021 19:30 (13:30 EET) | Angola            | 21 – 30 | Norvegia          | Gimnaziul Național Yoyogi, Tokyo Arbitri: García, Paolantoni |
| 27 iulie 2021 19:30 (13:30 EET) | Guialo, Kassoma 6 | (10–15) | Solberg-Isaksen 7 | Gimnaziul Național Yoyogi, Tokyo Arbitri: García, Paolantoni |
| 27 iulie 2021 19:30 (13:30 EET) | 4×                | Raport  | 3× 2×             | Gimnaziul Național Yoyogi, Tokyo Arbitri: García, Paolantoni |

| 29 iulie 2021 09:00 (03:00 EET) | Țările de Jos  | 37 – 28 | Angola   | Gimnaziul Național Yoyogi, Tokyo Arbitri: El-Saied, El-Saied |
| 29 iulie 2021 09:00 (03:00 EET) | Van Wetering 7 | (17–15) | Guialo 8 | Gimnaziul Național Yoyogi, Tokyo Arbitri: El-Saied, El-Saied |
| 29 iulie 2021 09:00 (03:00 EET) | 1×             | Raport  | 5×       | Gimnaziul Național Yoyogi, Tokyo Arbitri: El-Saied, El-Saied |

| 29 iulie 2021 14:15 (08:15 EET) | Japonia | 24 – 27 | Coreea de Sud | Gimnaziul Național Yoyogi, Tokyo Arbitri: Kurtagić, Wetterwik |
| 29 iulie 2021 14:15 (08:15 EET) | Kondo 7 | (11–12) | Ryu 9         | Gimnaziul Național Yoyogi, Tokyo Arbitri: Kurtagić, Wetterwik |
| 29 iulie 2021 14:15 (08:15 EET) | 3× 1×   | Raport  | 3×            | Gimnaziul Național Yoyogi, Tokyo Arbitri: Kurtagić, Wetterwik |

| 29 iulie 2021 16:15 (10:15 EET) | Muntenegru  | 23 – 35 | Norvegia        | Gimnaziul Național Yoyogi, Tokyo Arbitri: Bonaventura, Bonaventura |
| 29 iulie 2021 16:15 (10:15 EET) | Radičević 6 | (13–13) | Mørk, Reistad 7 | Gimnaziul Național Yoyogi, Tokyo Arbitri: Bonaventura, Bonaventura |
| 29 iulie 2021 16:15 (10:15 EET) | 3× 2×       | Raport  | 3×              | Gimnaziul Național Yoyogi, Tokyo Arbitri: Bonaventura, Bonaventura |

| 31 iulie 2021 09:00 (03:00 EET) | Angola           | 28 – 25 | Japonia | Gimnaziul Național Yoyogi, Tokyo Arbitri: García, Paolantoni |
| 31 iulie 2021 09:00 (03:00 EET) | trei jucătoare 5 | (15–13) | Hara 6  | Gimnaziul Național Yoyogi, Tokyo Arbitri: García, Paolantoni |
| 31 iulie 2021 09:00 (03:00 EET) | 2× 1×            | Raport  | 1×      | Gimnaziul Național Yoyogi, Tokyo Arbitri: García, Paolantoni |

| 31 iulie 2021 11:00 (05:00 EET) | Muntenegru  | 28 – 26 | Coreea de Sud | Gimnaziul Național Yoyogi, Tokyo Arbitri: El-Saied, El-Saied |
| 31 iulie 2021 11:00 (05:00 EET) | Radičević 6 | (13–11) | Lee 10        | Gimnaziul Național Yoyogi, Tokyo Arbitri: El-Saied, El-Saied |
| 31 iulie 2021 11:00 (05:00 EET) | 4× 2×       | Raport  | 3×            | Gimnaziul Național Yoyogi, Tokyo Arbitri: El-Saied, El-Saied |

| 31 iulie 2021 21:30 (15:30 EET) | Norvegia | 29 – 27 | Țările de Jos | Gimnaziul Național Yoyogi, Tokyo Arbitri: Alpaidze, Berezkina |
| 31 iulie 2021 21:30 (15:30 EET) | Mørk 9   | (16–13) | Smits 7       | Gimnaziul Național Yoyogi, Tokyo Arbitri: Alpaidze, Berezkina |
| 31 iulie 2021 21:30 (15:30 EET) | 2×       | Raport  | 3×            | Gimnaziul Național Yoyogi, Tokyo Arbitri: Alpaidze, Berezkina |

| 2 august 2021 09:00 (03:00 EET) | Coreea de Sud   | 31 – 31 | Angola   | Gimnaziul Național Yoyogi, Tokyo Arbitri: Bonaventura, Bonaventura |
| 2 august 2021 09:00 (03:00 EET) | Jung, Kang E. 7 | (16–17) | Guialo 8 | Gimnaziul Național Yoyogi, Tokyo Arbitri: Bonaventura, Bonaventura |
| 2 august 2021 09:00 (03:00 EET) |                 | Raport  | 7×       | Gimnaziul Național Yoyogi, Tokyo Arbitri: Bonaventura, Bonaventura |

| 2 august 2021 19:30 (13:30 EET) | Țările de Jos     | 30 – 29 | Muntenegru  | Gimnaziul Național Yoyogi, Tokyo Arbitri: Fonseca, Santos |
| 2 august 2021 19:30 (13:30 EET) | Van der Heijden 5 | (17–12) | Radičević 8 | Gimnaziul Național Yoyogi, Tokyo Arbitri: Fonseca, Santos |
| 2 august 2021 19:30 (13:30 EET) | 5× 1×             | Raport  | 3× 2×       | Gimnaziul Național Yoyogi, Tokyo Arbitri: Fonseca, Santos |

| 2 august 2021 21:30 (15:30 EET) | Norvegia   | 37 – 25 | Japonia             | Gimnaziul Național Yoyogi, Tokyo Arbitri: El-Saied, El-Saied |
| 2 august 2021 21:30 (15:30 EET) | Frafjord 6 | (16–11) | Ohyama, Yokoshima 5 | Gimnaziul Național Yoyogi, Tokyo Arbitri: El-Saied, El-Saied |
| 2 august 2021 21:30 (15:30 EET) | 3×         | Raport  | 1× 2×               | Gimnaziul Național Yoyogi, Tokyo Arbitri: El-Saied, El-Saied |

### Grupa B
| Loc | Echipa   | MJ | V | E | Î | GM  | GP  | DG  | Pct | Calificare           |
| --- | -------- | -- | - | - | - | --- | --- | --- | --- | -------------------- |
| 1   | Suedia   | 5  | 3 | 1 | 1 | 152 | 133 | +19 | 7   | Sferturile de finală |
| 2   | ROC1)    | 5  | 3 | 1 | 1 | 148 | 149 | −1  | 7   | Sferturile de finală |
| 3   | Franța   | 5  | 2 | 1 | 2 | 139 | 135 | +4  | 5   | Sferturile de finală |
| 4   | Ungaria  | 5  | 2 | 0 | 3 | 142 | 149 | −7  | 4   | Sferturile de finală |
| 5   | Spania   | 5  | 2 | 0 | 3 | 135 | 142 | −7  | 4   |                      |
| 6   | Brazilia | 5  | 1 | 1 | 3 | 133 | 141 | −8  | 3   |                      |

1. 1 2  Suedia 36–24 ROC
2. 1 2  Ungaria 29–25 Spania

| 25 iulie 2021 11:00 (05:00 EET) | ROC     | 24 – 24 | Brazilia   | Gimnaziul Național Yoyogi, Tokyo Arbitri: Fonseca, Santos |
| 25 iulie 2021 11:00 (05:00 EET) | Ilina 6 | (14–12) | De Paula 7 | Gimnaziul Național Yoyogi, Tokyo Arbitri: Fonseca, Santos |
| 25 iulie 2021 11:00 (05:00 EET) | 3× 2×   | Raport  | 4× 1×      | Gimnaziul Național Yoyogi, Tokyo Arbitri: Fonseca, Santos |

| 25 iulie 2021 19:30 (13:30 EET) | Spania | 24 – 31 | Suedia    | Gimnaziul Național Yoyogi, Tokyo Arbitri: Koo, Lee |
| 25 iulie 2021 19:30 (13:30 EET) | Pena 7 | (9–13)  | Hansson 6 | Gimnaziul Național Yoyogi, Tokyo Arbitri: Koo, Lee |
| 25 iulie 2021 19:30 (13:30 EET) | 3× 1×  | Raport  | 2×        | Gimnaziul Național Yoyogi, Tokyo Arbitri: Koo, Lee |

| 25 iulie 2021 21:30 (15:30 EET) | Ungaria | 29 – 30 | Franța   | Gimnaziul Național Yoyogi, Tokyo Arbitri: Hansen, Madsen |
| 25 iulie 2021 21:30 (15:30 EET) | Vámos 7 | (12–15) | Zaadi 10 | Gimnaziul Național Yoyogi, Tokyo Arbitri: Hansen, Madsen |
| 25 iulie 2021 21:30 (15:30 EET) | 3×      | Raport  | 4× 1×    | Gimnaziul Național Yoyogi, Tokyo Arbitri: Hansen, Madsen |

| 27 iulie 2021 11:00 (05:00 EET) | Brazilia         | 33 – 27 | Ungaria   | Gimnaziul Național Yoyogi, Tokyo Arbitri: Koo, Lee |
| 27 iulie 2021 11:00 (05:00 EET) | Belo, Da Silva 7 | (17–11) | Schatzl 7 | Gimnaziul Național Yoyogi, Tokyo Arbitri: Koo, Lee |
| 27 iulie 2021 11:00 (05:00 EET) | 4× 1×            | Raport  | 3×        | Gimnaziul Național Yoyogi, Tokyo Arbitri: Koo, Lee |

| 27 iulie 2021 14:15 (08:15 EET) | Suedia      | 36 – 24 | ROC        | Gimnaziul Național Yoyogi, Tokyo Arbitri: El-Saied, El-Saied |
| 27 iulie 2021 14:15 (08:15 EET) | Strömberg 8 | (15–9)  | Vedehina 5 | Gimnaziul Național Yoyogi, Tokyo Arbitri: El-Saied, El-Saied |
| 27 iulie 2021 14:15 (08:15 EET) | 1×          | Raport  | 4× 1×      | Gimnaziul Național Yoyogi, Tokyo Arbitri: El-Saied, El-Saied |

| 27 iulie 2021 21:30 (15:30 EET) | Franța             | 25 – 28 | Spania   | Gimnaziul Național Yoyogi, Tokyo Arbitri: Brunner, Salah |
| 27 iulie 2021 21:30 (15:30 EET) | Coatanea, Pineau 5 | (12–12) | Martín 6 | Gimnaziul Național Yoyogi, Tokyo Arbitri: Brunner, Salah |
| 27 iulie 2021 21:30 (15:30 EET) | 3× 2×              | Raport  | 5× 2×    | Gimnaziul Național Yoyogi, Tokyo Arbitri: Brunner, Salah |

| 29 iulie 2021 11:00 (05:00 EET) | Spania | 27 – 23 | Brazilia   | Gimnaziul Național Yoyogi, Tokyo Arbitri: Hansen, Madsen |
| 29 iulie 2021 11:00 (05:00 EET) | Pena 7 | (13–13) | De Paula 8 | Gimnaziul Național Yoyogi, Tokyo Arbitri: Hansen, Madsen |
| 29 iulie 2021 11:00 (05:00 EET) | 1×     | Raport  | 3× 1×      | Gimnaziul Național Yoyogi, Tokyo Arbitri: Hansen, Madsen |

| 29 iulie 2021 19:30 (13:30 EET) | Ungaria   | 31 – 38 | ROC         | Gimnaziul Național Yoyogi, Tokyo Asistență: Brunner, Salah |
| 29 iulie 2021 19:30 (13:30 EET) | Klujber 9 | (17–22) | Dmitrieva 7 | Gimnaziul Național Yoyogi, Tokyo Asistență: Brunner, Salah |
| 29 iulie 2021 19:30 (13:30 EET) | 5× 1×     | Raport  | 5× 1×       | Gimnaziul Național Yoyogi, Tokyo Asistență: Brunner, Salah |

| 29 iulie 2021 21:30 (15:30 EET) | Suedia      | 28 – 28 | Franța  | Gimnaziul Național Yoyogi, Tokyo Arbitri: Fonseca, Santos |
| 29 iulie 2021 21:30 (15:30 EET) | Strömberg 7 | (16–17) | Foppa 6 | Gimnaziul Național Yoyogi, Tokyo Arbitri: Fonseca, Santos |
| 29 iulie 2021 21:30 (15:30 EET) | 3× 1×       | Raport  | 4× 1×   | Gimnaziul Național Yoyogi, Tokyo Arbitri: Fonseca, Santos |

| 31 iulie 2021 14:15 (08:15 EET) | ROC     | 28 – 27 | Franța   | Gimnaziul Național Yoyogi, Tokyo Arbitri: Hansen, Madsen |
| 31 iulie 2021 14:15 (08:15 EET) | Ilina 9 | (15–17) | Pineau 9 | Gimnaziul Național Yoyogi, Tokyo Arbitri: Hansen, Madsen |
| 31 iulie 2021 14:15 (08:15 EET) | 1× 2×   | Raport  | 2× 1×    | Gimnaziul Național Yoyogi, Tokyo Arbitri: Hansen, Madsen |

| 31 iulie 2021 16:15 (10:15 EET) | Brazilia        | 31 – 34 | Suedia             | Gimnaziul Național Yoyogi, Tokyo Arbitri: Koo, Lee |
| 31 iulie 2021 16:15 (10:15 EET) | Do Nascimento 7 | (13–15) | Hansson, Roberts 6 | Gimnaziul Național Yoyogi, Tokyo Arbitri: Koo, Lee |
| 31 iulie 2021 16:15 (10:15 EET) | 4× 1×           | Raport  | 5×                 | Gimnaziul Național Yoyogi, Tokyo Arbitri: Koo, Lee |

| 31 iulie 2021 19:30 (13:30 EET) | Ungaria          | 29 – 25 | Spania                      | Gimnaziul Național Yoyogi, Tokyo Arbitri: Fonseca, Santos |
| 31 iulie 2021 19:30 (13:30 EET) | Klujber, Vámos 6 | (14–11) | Gutiérrez Bermejo, Martín 5 | Gimnaziul Național Yoyogi, Tokyo Arbitri: Fonseca, Santos |
| 31 iulie 2021 19:30 (13:30 EET) | 5× 1×            | Raport  | 2×                          | Gimnaziul Național Yoyogi, Tokyo Arbitri: Fonseca, Santos |

| 2 august 2021 11:00 (05:00 EET) | Franța              | 29 – 22 | Brazilia        | Gimnaziul Național Yoyogi, Tokyo Arbitri: Lah, Sok |
| 2 august 2021 11:00 (05:00 EET) | Lassource, Pineau 4 | (17–11) | Do Nascimento 6 | Gimnaziul Național Yoyogi, Tokyo Arbitri: Lah, Sok |
| 2 august 2021 11:00 (05:00 EET) | 2×                  | Raport  | 2×              | Gimnaziul Național Yoyogi, Tokyo Arbitri: Lah, Sok |

| 2 august 2021 14:15 (08:15 EET) | Spania  | 31 – 34 | ROC         | Gimnaziul Național Yoyogi, Tokyo Arbitri: Hansen, Madsen |
| 2 august 2021 14:15 (08:15 EET) | López 7 | (17–18) | Viahireva 7 | Gimnaziul Național Yoyogi, Tokyo Arbitri: Hansen, Madsen |
| 2 august 2021 14:15 (08:15 EET) | 1×      | Raport  | 2×          | Gimnaziul Național Yoyogi, Tokyo Arbitri: Hansen, Madsen |

| 2 august 2021 16:15 (10:15 EET) | Ungaria           | 26 – 23 | Suedia            | Gimnaziul Național Yoyogi, Tokyo Arbitri: García, Paolantoni |
| 2 august 2021 16:15 (10:15 EET) | cinci jucătoare 4 | (15–15) | Carlson, Hagman 5 | Gimnaziul Național Yoyogi, Tokyo Arbitri: García, Paolantoni |
| 2 august 2021 16:15 (10:15 EET) | 1×                | Raport  | 5×                | Gimnaziul Național Yoyogi, Tokyo Arbitri: García, Paolantoni |

## Fazele eliminatorii

### Schemă
|  | Sferturile de finală | Sferturile de finală |               |    | Semifinalele | Semifinalele |  |  | Finala | Finala |
|  |                      |                      |               |    |              |              |  |  |        |        |
|  | 4 august 2021        |                      |               |    |              |              |  |  |        |        |
|  |                      |                      |               |    |              |              |  |  |        |        |
|  | Norvegia             | 26                   |               |    |              |              |  |  |        |        |
|  | Norvegia             | 26                   | 6 august 2021 |    |              |              |  |  |        |        |
|  | Ungaria              | 22                   |               |    |              |              |  |  |        |        |
|  | Ungaria              | 22                   | Norvegia      | 26 |              |              |  |  |        |        |
|  | 4 august 2021        |                      | Norvegia      | 26 |              |              |  |  |        |        |
|  |                      | ROC                  | 27            |    |              |              |  |  |        |        |
|  | Muntenegru           | ROC                  | 27            | 26 |              |              |  |  |        |        |
|  | Muntenegru           |                      | 8 august 2021 | 26 |              |              |  |  |        |        |
|  | ROC                  | 32                   |               |    |              |              |  |  |        |        |
|  | ROC                  | 32                   | ROC           | 25 |              |              |  |  |        |        |
|  | 4 august 2021        |                      | ROC           | 25 |              |              |  |  |        |        |
|  |                      | Franța               | 30            |    |              |              |  |  |        |        |
|  | Franța               | Franța               | 30            | 32 |              |              |  |  |        |        |
|  | Franța               | 6 august 2021        |               | 32 |              |              |  |  |        |        |
|  | Țările de Jos        | 22                   |               |    |              |              |  |  |        |        |
|  | Țările de Jos        | 22                   | Franța        | 29 |              |              |  |  |        |        |
|  | 4 august 2021        |                      | Franța        | 29 |              |              |  |  |        |        |
|  |                      | Suedia               | 27            |    | Finala mică  | Finala mică  |  |  |        |        |
|  | Suedia               | Suedia               | 27            | 39 | Finala mică  | Finala mică  |  |  |        |        |
|  | Suedia               |                      | 8 august 2021 | 39 |              |              |  |  |        |        |
|  | Coreea de Sud        | 30                   |               |    |              |              |  |  |        |        |
|  | Coreea de Sud        | 30                   | Norvegia      | 36 |              |              |  |  |        |        |
|  |                      |                      |               |    |              |              |  |  |        |        |
|  | Suedia               | 19                   |               |    |              |              |  |  |        |        |
|  | Suedia               | 19                   |               |    |              |              |  |  |        |        |

### Sferturile de finală
| 4 august 2021 09:30 (03:30 EET) | Muntenegru   | 26 – 32 | ROC         | Gimnaziul Național Yoyogi, Tokyo Arbitri: Kurtagić, Wetterwik |
| 4 august 2021 09:30 (03:30 EET) | Radičević 10 | (15–17) | Viahireva 8 | Gimnaziul Național Yoyogi, Tokyo Arbitri: Kurtagić, Wetterwik |
| 4 august 2021 09:30 (03:30 EET) | 1×           | Raport  | 7×          | Gimnaziul Național Yoyogi, Tokyo Arbitri: Kurtagić, Wetterwik |

| 4 august 2021 13:15 (07:15 EET) | Norvegia        | 26 – 22 | Ungaria  | Gimnaziul Național Yoyogi, Tokyo Arbitri: Bonaventura, Bonaventura |
| 4 august 2021 13:15 (07:15 EET) | Brattset Dale 7 | (12–10) | Zácsik 5 | Gimnaziul Național Yoyogi, Tokyo Arbitri: Bonaventura, Bonaventura |
| 4 august 2021 13:15 (07:15 EET) |                 | Raport  | 2×       | Gimnaziul Național Yoyogi, Tokyo Arbitri: Bonaventura, Bonaventura |

| 4 august 2021 17:00 (11:00 EET) | Suedia           | 39 – 30 | Coreea de Sud | Gimnaziul Național Yoyogi, Tokyo Arbitri: Alpaidze, Berezkina |
| 4 august 2021 17:00 (11:00 EET) | trei jucătoare 6 | (21–13) | Kang 8        | Gimnaziul Național Yoyogi, Tokyo Arbitri: Alpaidze, Berezkina |
| 4 august 2021 17:00 (11:00 EET) | 3× 1×            | Raport  | 4×            | Gimnaziul Național Yoyogi, Tokyo Arbitri: Alpaidze, Berezkina |

| 4 august 2021 20:45 (14:45 EET) | Franța    | 32 – 22 | Țările de Jos | Gimnaziul Național Yoyogi, Tokyo Arbitri: Hansen, Madsen |
| 4 august 2021 20:45 (14:45 EET) | Flippes 6 | (19–11) | Malestein 5   | Gimnaziul Național Yoyogi, Tokyo Arbitri: Hansen, Madsen |
| 4 august 2021 20:45 (14:45 EET) | 1×        | Raport  | 4×            | Gimnaziul Național Yoyogi, Tokyo Arbitri: Hansen, Madsen |

### Semifinalele
| 6 august 2021 17:00 (11:00 EET) | Franța  | 29 – 27 | Suedia              | Gimnaziul Național Yoyogi, Tokyo Arbitri: Lah, Sok |
| 6 august 2021 17:00 (11:00 EET) | Zaadi 7 | (15–14) | Carlson, Westberg 6 | Gimnaziul Național Yoyogi, Tokyo Arbitri: Lah, Sok |
| 6 august 2021 17:00 (11:00 EET) | 6× 1×   | Raport  | 4× 1×               | Gimnaziul Național Yoyogi, Tokyo Arbitri: Lah, Sok |

| 6 august 2021 21:00 (15:00 EET) | Norvegia | 26 – 27 | ROC         | Gimnaziul Național Yoyogi, Tokyo Arbitri: Bonaventura, Bonaventura |
| 6 august 2021 21:00 (15:00 EET) | Mørk 10  | (11–14) | Viahireva 9 | Gimnaziul Național Yoyogi, Tokyo Arbitri: Bonaventura, Bonaventura |
| 6 august 2021 21:00 (15:00 EET) | 4× 1×    | Raport  | 3× 1×       | Gimnaziul Național Yoyogi, Tokyo Arbitri: Bonaventura, Bonaventura |

### Finala mică
| 8 august 2021 11:00 (05:00 EET) | Norvegia              | 36 – 19 | Suedia              | Gimnaziul Național Yoyogi, Tokyo Arbitri: Alpaidze, Berezkina |
| 8 august 2021 11:00 (05:00 EET) | Brattset Dale, Mørk 8 | (19–7)  | Carlson, Westberg 4 | Gimnaziul Național Yoyogi, Tokyo Arbitri: Alpaidze, Berezkina |
| 8 august 2021 11:00 (05:00 EET) | 3× 1×                 | Raport  | 3×                  | Gimnaziul Național Yoyogi, Tokyo Arbitri: Alpaidze, Berezkina |

### Finala
| 8 august 2021 15:00 (09:00 EET) | ROC        | 25 – 30 | Franța          | Gimnaziul Național Yoyogi, Tokyo Arbitri: Lah, Sok |
| 8 august 2021 15:00 (09:00 EET) | Vedehina 7 | (13–15) | Foppa, Pineau 7 | Gimnaziul Național Yoyogi, Tokyo Arbitri: Lah, Sok |
| 8 august 2021 15:00 (09:00 EET) | 5× 1×      | Raport  | 5× 1×           | Gimnaziul Național Yoyogi, Tokyo Arbitri: Lah, Sok |

## Statistici
| Poz. | Nume               | Goluri | Șuturi | %  | MJ |
| ---- | ------------------ | ------ | ------ | -- | -- |
| 1    | Nora Mørk          | 52     | 72     | 72 | 8  |
| 2    | Jovanka Radičević  | 46     | 57     | 81 | 6  |
| 3    | Anna Viahireva     | 43     | 70     | 61 | 8  |
| 4    | Jamina Roberts     | 39     | 59     | 66 | 8  |
| 5    | Ekaterina Ilina    | 35     | 49     | 71 | 8  |
| 6    | Pauletta Foppa     | 34     | 42     | 81 | 8  |
| 6    | Carin Strömberg    | 34     | 62     | 55 | 8  |
| 8    | Grâce Zaadi        | 33     | 55     | 60 | 8  |
| 8    | Kari Brattset Dale | 33     | 58     | 52 | 8  |
| 8    | Daria Dmitrieva    | 33     | 45     | 61 | 8  |

| Poz. | Nume              | %    | Parade | Șuturi | MJ |
| ---- | ----------------- | ---- | ------ | ------ | -- |
| 1    | Katrine Lunde     | 37,5 | 45     | 120    | 8  |
| 2    | Minami Itano      | 36,7 | 18     | 49     | 5  |
| 3    | Silje Solberg     | 35,5 | 61     | 172    | 8  |
| 4    | Sakura Kametani   | 33,7 | 56     | 166    | 5  |
| 5    | Cléopatre Darleux | 32,8 | 43     | 131    | 8  |
| 6    | Silvia Navarro    | 32,6 | 44     | 135    | 5  |
| 7    | Jessica Ryde      | 32,2 | 39     | 121    | 8  |
| 8    | Amandine Leynaud  | 30,1 | 50     | 166    | 8  |
| 9    | Blanka Bíró       | 28,2 | 50     | 177    | 6  |
| 10   | Rinka Duijndam    | 27,4 | 23     | 84     | 6  |

| Post                         | Jucătoare         |
| ---------------------------- | ----------------- |
| Portar                       | Katrine Lunde     |
| Extremă stânga               | Polina Kuznețova  |
| Inter stânga                 | Jamina Roberts    |
| Centru                       | Grâce Zaadi Deuna |
| Inter dreapta                | Anna Viahireva    |
| Extremă dreapta              | Laura Flippes     |
| Pivot                        | Pauletta Foppa    |
| Cea mai bună jucătoare (MVP) | Anna Viahireva    |

## Clasament final și handbaliste medaliate
| Loc | Echipă        |
| --- | ------------- |
|     | Franța        |
|     | ROC           |
|     | Norvegia      |
| 4   | Suedia        |
| 5   | Țările de Jos |
| 6   | Muntenegru    |
| 7   | Ungaria       |
| 8   | Coreea de Sud |
| 9   | Spania        |
| 10  | Angola        |
| 11  | Brazilia      |
| 12  | Japonia       |

| Medalie de aur | Medalie de argint | Medalie de bronz |
| FranțaMéline Nocandy · Blandine Dancette · Pauline Coatanea · Chloé Valentini · Allison Pineau · Coralie Lassource · Grâce Zaadi Deuna · Amandine Leynaud · Kalidiatou Niakaté · Cléopatre Darleux · Laura Flippes · Béatrice Edwige · Pauletta Foppa · Estelle Nze Minko · Océane Sercien-Ugolin · Antrenor principal: · Olivier Krumbholz · Antrenor secund: · Sébastien Gardillou | ROCAnna Sedoikina Polina Kuznețova Paulina Gorșkova Daria Dmitrieva Anna Sen Anna Viahireva Polina Vedehina Vladlena Bobrovnikova Ksenia Makeeva Elena Mihailicenko Olga Fomina Ekaterina Ilina Iulia Managarova Antonina Skorobogatcenko Viktoria Kalinina Antrenor principal: Alexei Alekseev Antrenor secund: Olga Akopian | NorvegiaHenny Reistad · Veronica Kristiansen · Marit Malm Frafjord · Stine Skogrand · Nora Mørk · Stine Bredal Oftedal · Silje Solberg · Kari Brattset Dale · Katrine Lunde · Marit Røsberg Jacobsen · Camilla Herrem · Sanna Solberg-Isaksen · Kristine Breistøl · Marta Tomac · Vilde Johansen · Antrenor principal: · Thorir Hergeirsson · Antrenor secund: · Tonje Larsen |